# Púgil en reposo

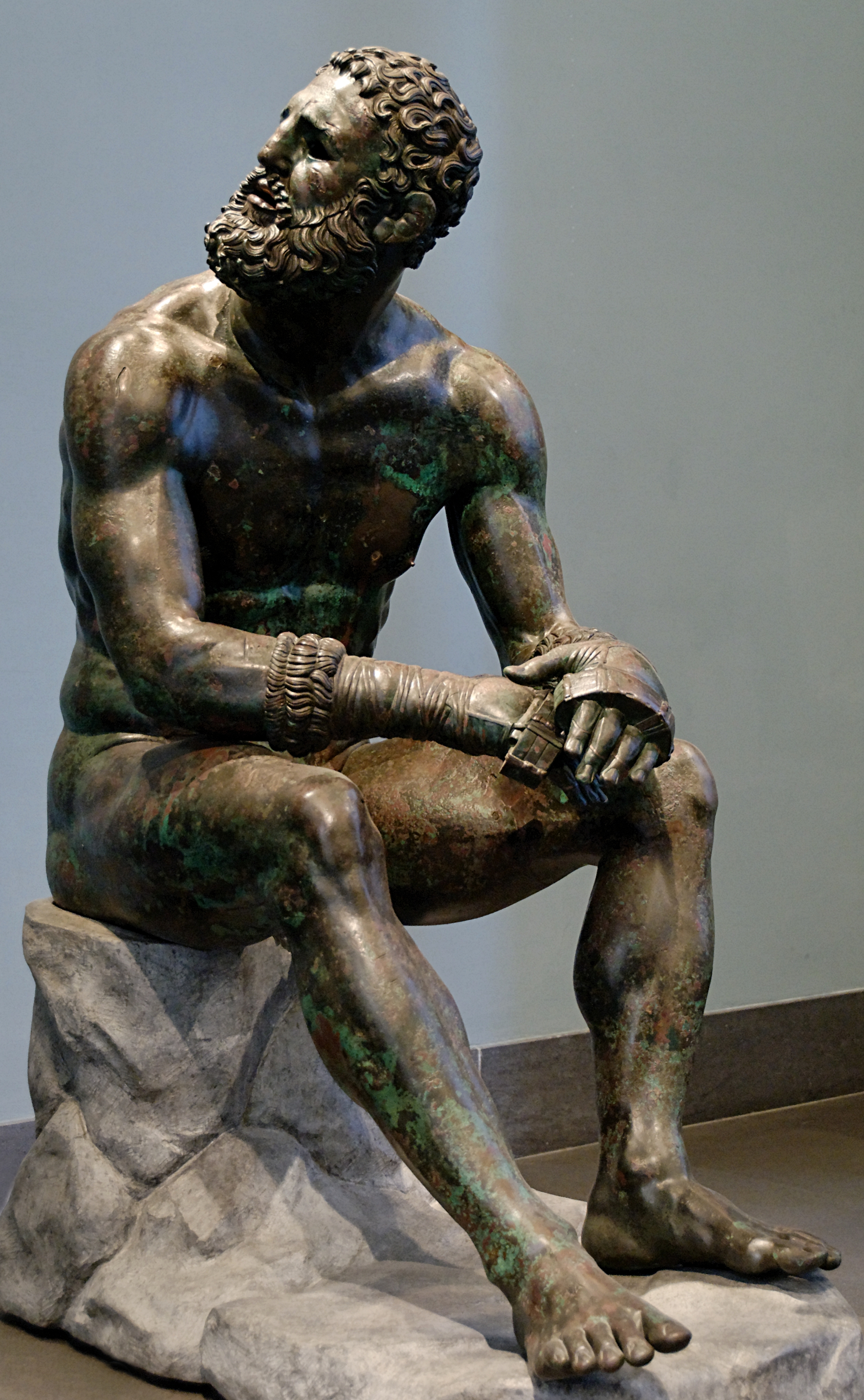
El Púgil en reposo (Inv. 1055).

El Púgil en reposo o Púgil de las Termas es una escultura de bronce de 1,20 metros de altura. Encontrado en las termas de Constantino, en Roma, actualmente se conserva en el Palazzo Massimo alle Terme, una sección del Museo Nacional Romano. Es una de las dos obras encontradas en 1885 con tan sólo un mes de diferencia en las laderas de la colina del Quirinal, posiblemente procedentes de las ruinas de los baños de Constantino. Parece que las dos fueron enterradas esmeradamente ya en la antigüedad. El realismo de la pieza sugiere que es algún boxeador en particular y no la representación de Polideuco, uno de los Dioscuros. 
A raíz de la exhibición de las dos piezas en el Akademisches Kunstmuseum de Bonn, el verano de 1989, programada para celebrar los dos mil años de la fundación de la ciudad, Nikolaus Himmelmann restauró y estudió exhaustivamente las estatuas. 

## Descripción

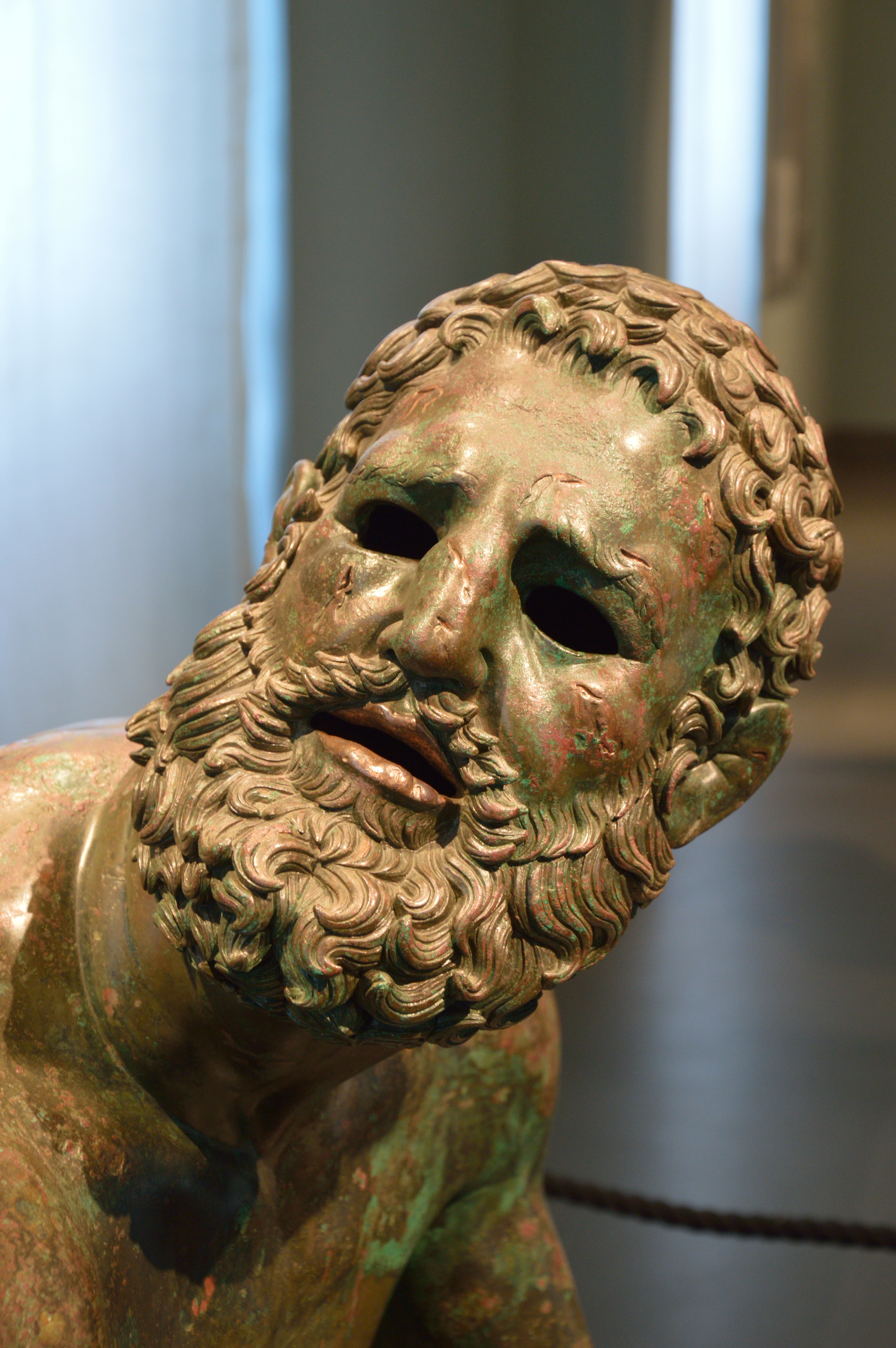
La cabeza del boxeador, con las muescas que representan las heridas.

La escultura representa a un púgil sentado sobre una roca (imitación moderna de la original, desaparecida) justo después de un combate, y que gira violentamente la cabeza. Lleva unos guantes formados por unas gruesas tiras de cuero (ἱμάντες/  hymantes ) que rodean los nudillos y dejan libres los dedos; la parte del puño está reforzada. En el cuerpo no hay señales de ninguna herida, pero la cara está llena de marcas de los golpes: tiene un corte en la oreja, la nariz rota y toda la cara llena de cicatrices. 
El púgil es una pieza de bronce macizo formada por ocho fragmentos soldados, y de un gran refinamiento técnico en la búsqueda de la policromía. Los ojos, que tendrían que estar incrustados, han desaparecido, y hay numerosas pequeñas incrustaciones de cobre rojo en los dedos y en la cabeza para simular la sangre de las heridas. El movimiento de la cabeza hace volar las gotas, y por eso también hay incrustaciones sobre el antebrazo y el muslo derecho. 
Una limpieza reciente ha puesto de manifiesto que hay zonas desgastadas en la punta del pie derecho y en los guantes y dedos de la mano izquierda, acariciadas en señal de la veneración y deferencia de que ha sido objeto la estatua a lo largo de los siglos.

## Atribución
En el guante de la mano izquierda hay unas marcas que tradicionalmente se habían interpretado como la firma «Apolonio, hijo de Nèstor», un escultor griego activo durante el siglo I a. C.. Esta afirmación ha sido discutida, y ha quedado invalidada por un examen más profundizado, que ha mostrado que en realidad se trata de los rastros de la corrosión del bronce. En un dedo del pie izquierdo está la letra, que sin duda es la marca del taller que se encargó de la fundición.

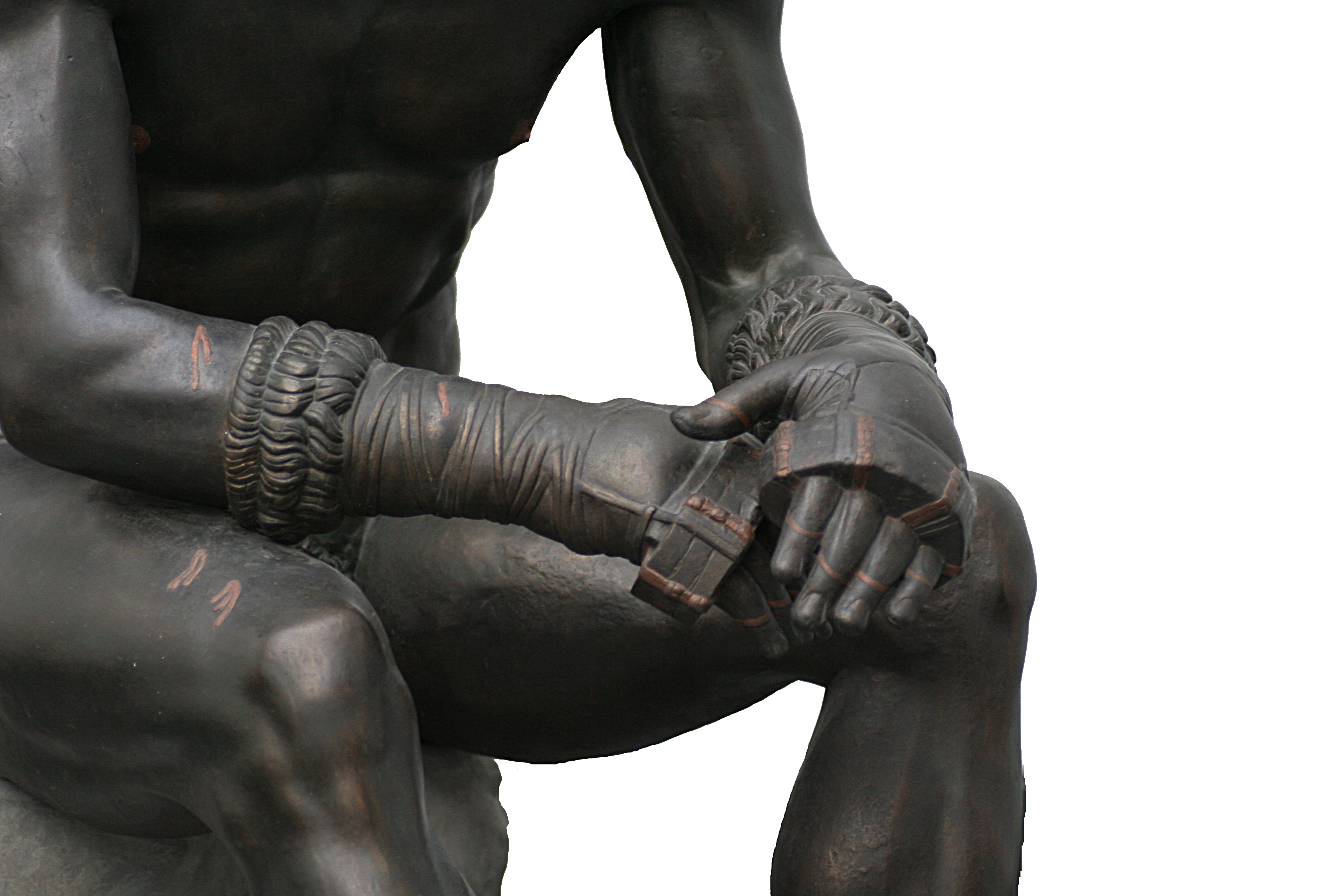
Manos del púgil.

Desde el punto de vista del estilo, el púgil, con su musculatura bien marcada y la reproducción realista de las heridas causadas por el combate, parece el arquetipo del estilo helenístico por su búsqueda del naturalismo, patente también en la exacerbación de los sentimientos que se pueden leer tanto en la cara como en el movimiento del hombre. Sin embargo, las consideraciones técnicas y la clara influencia de Lisipo han llevado algunos autores a ver en la estatua una pieza del maestro o de su hermano Lisistrato, famoso por su habilidad técnica.
Cuando menos, el grueso del bronce impide ver en la pieza una realización helenística; el trabajo de las partes y la coletilla de los ojos hacen que se relacione la obra con el siglo IV a. C.